# Santander Cycles
(Boris Johnson durante l'inaugurazione del BCH)
Santander Cycles (in precedenza denominato Barclays Cycle Hire, sigla BCH) è un servizio di bike sharing attivo nella città di Londra, nel Regno Unito. Utilizza il sistema canadese Bixi, già usato nella città di Montréal.
Il servizio è stato introdotto il 30 luglio 2010 con l'apertura di 315 ciclostazioni in otto borghi londinesi; da allora il BCH si è gradualmente evoluto, e oggigiorno sono disponibili 8.000 biciclette e 400 stalli sparsi nella città.
Il BCH, appaltato dalla Serco, è sponsorizzato dalla Santander; ma il primo sponsor era stata la Barclays, che ha contribuito al progetto con un finanziamento di 25 milioni di sterline.
Per poter usufruire del servizio, è richiesto il pagamento di una quota d'iscrizione e di una tariffa calcolata in base alla durata del noleggio.

## Storia

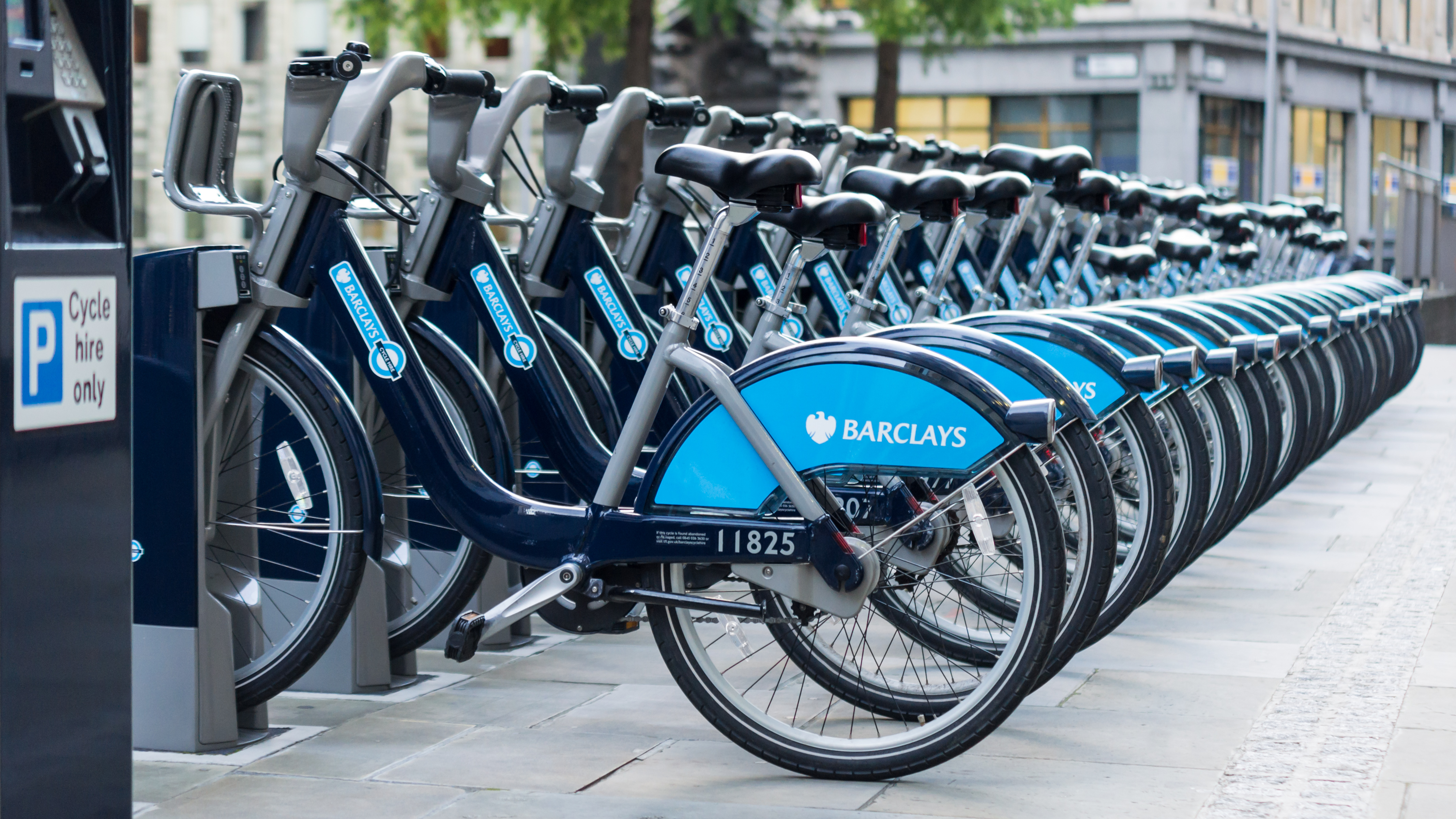
Ciclostazione ad Aldgate davanti al 30 St Mary Axe, informalmente conosciuto come the Gherkin

Il servizio è stato proposto dalla banca internazionale britannica Barclays con l'intento di farsi pubblicità e soronare i londinesi a una vita più attiva. Annunciò che avrebbe destinato al progetto 25 milioni di sterline.
Inizialmente le autorità londinesi pensavano che il Barclays Cycle Hire non avrebbe riscosso molto successo; difatti, all'inizio del 2010 la Transport for London (TfL) emise un comunicato stampa in cui cercò di coinvolgere altre società per evitare un clamoroso fallimento. I dubbi della TfL non erano però condivisi dalle autorità: per esempio, l'ex sindaco londinese Boris Johnson affermò che BCH sarebbe stata «una forma di trasporto pubblico più verde e salutare» e che «sarebbe diventata la pietra miliare della rivoluzione ciclistica all'interno della capitale».
Nel maggio del 2010 iniziò la produzione delle biciclette, nel quartiere di Bagotville della città canadese di Saguenay.

Rondello abolito

Il servizio è stato inaugurato il 30 luglio 2010. La TfL si aspettava qualche difficoltà iniziale, ma il giorno dopo è stato utilizzato da più di 12.000 persone riscuotendo un grande successo.
La rete coperta da Santander Cycles è in continua evoluzione: per esempio, nel marzo del 2012 il servizio ha raggiunto le zone di Tower Hamlets, Shepherd's Bush ed Hackney.

## Modalità d'accesso al servizio

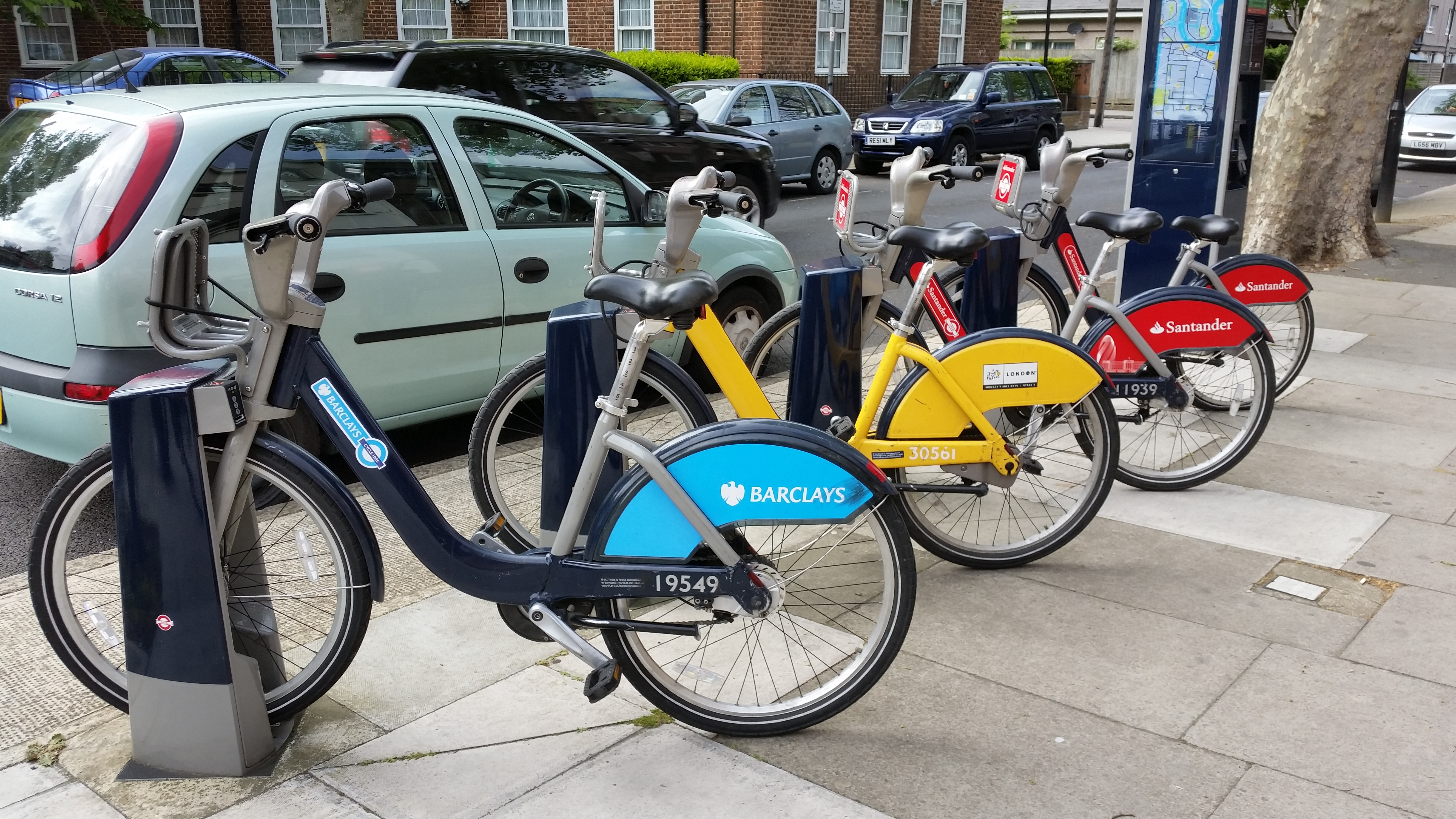
Bici di diverso colore a seconda dello sponsor o dell'evento promosso. Nell'ordine: bici azzurra per lo sponsor Barclays, bici gialla commemorativa per l'arrivo del 101º Tour de France a Londra e bici rossa per lo sponsor Santander.

L'utilizzo del servizio prevede due modalità d'accesso.
Il membership use (utente abbonato) è ideale per chi utilizza il BCH regolarmente; per utilizzare quest'ultimo è necessario inserire una chiave apposita (ottenibile con un abbonamento) in un terminale, attendere la luce verde, rimuovere la chiave e noleggiare una bicicletta entro quindici secondi.
Il casual use (utente occasionale), sebbene non richieda alcun abbonamento, è meno celere del precedente. Per poter utilizzare tale opzione è necessario, dopo aver seguito le istruzioni visualizzate sullo schermo tattile del terminale e aver accettato le condizioni, pagare con una carta di credito o di debito; dopodiché si riceverà uno scontrino necessario per poter prelevare una bici.
Quando si restituisce una bicicletta, invece, bisogna riagganciarla in un ciclostallo qualsiasi e attendere che la spia diventi verde. Se la ciclostazione non dispone di stalli vuoti, sullo schermo a sfioramento del terminale verranno visualizzate informazioni sulle ciclostazioni circostanti. È inoltre possibile prolungare gratuitamente il noleggio di quindici minuti in modo da permettere all'utenza di restituire la bici presso lo stallo più vicino.

## Ciclostazioni

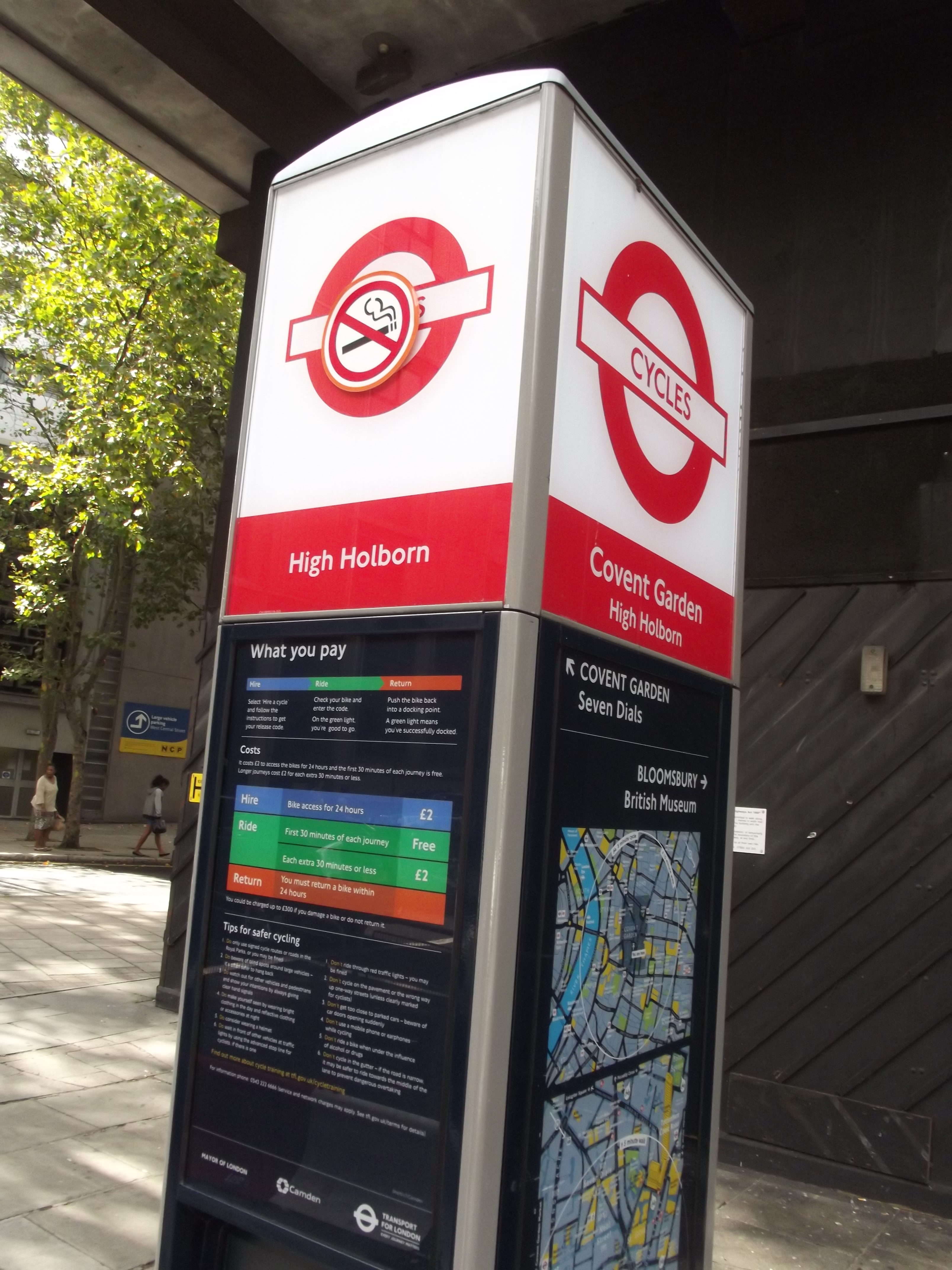
Un terminale

### Descrizione
Dopo aver usufruito del servizio è necessario restituire la bicicletta in una delle tante ciclostazioni dislocate in vari punti della città.
Ogni stazione di noleggio, di solito collocata a una distanza non maggiore di 300 m da un'altra ciclostazione, è dotata di un terminale e di diversi ciclostalli.
I ciclostalli servono per restituire la bicicletta dopo il termine del noleggio. Specialmente nelle aree di maggiore affluenza (ad esempio nelle zone antistanti le stazioni ferroviarie), ogni ciclostazione è dotata di numerosi ciclostalli; per esempio nello scalo prospiciente la stazione di Waterloo ve ne sono 126.
I terminali, invece, si rivelano utili per molteplici scopi. Tramite questi ultimi, infatti, è possibile stampare una registrazione del proprio viaggio, individuare altre ciclostazioni con le relative informazioni, ottenere del tempo supplementare se si necessita di restituire la bici in un altro stallo, leggere i prezzi e il codice di comportamento oppure ottenere una cartina della zona circostante.

### Stalli pieni e vuoti

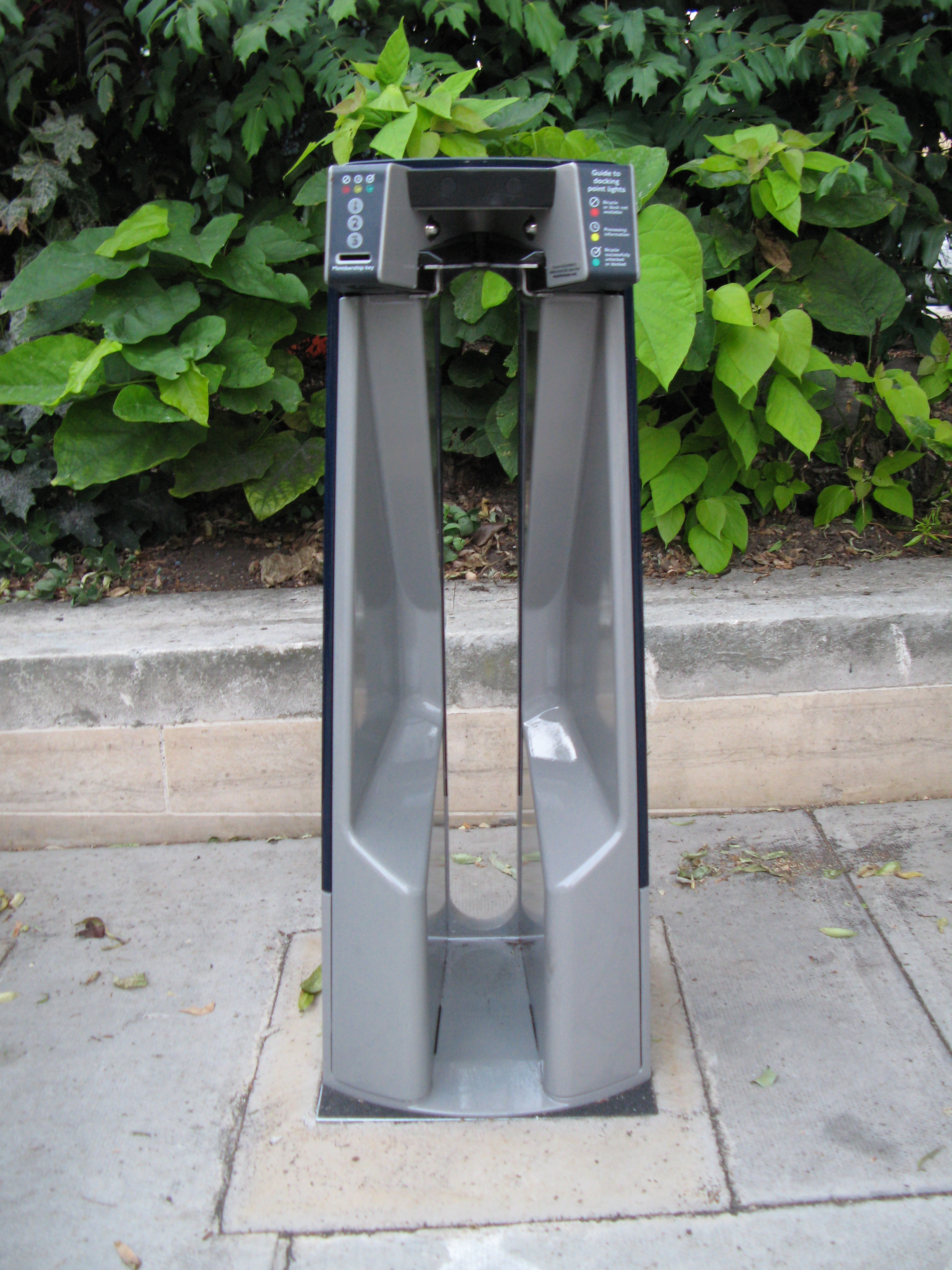
Un ciclostallo

Nella gestione del BCH è opportuno tener conto sia delle difficoltà cui può incorrere il cliente nel trovare una ciclostazione vuota per restituire la bici (ovvero una postazione che abbia a disposizione un ciclostallo libero), sia dell'inefficienza che deriverebbe dall'attivazione di ciclostazioni sotto-utilizzate. A tale proposito alcuni specialisti della City londinese hanno elaborato la seguente formula attraverso cui stimare la fruibilità di una stazione:
{\displaystyle fruibilit{\grave {a}}=\sum _{i=1}^{n}{\frac {1-{\frac {\left\lfloor {\frac {2^{K}}{2^{b}}}\right\rfloor +\left\lfloor {\frac {2^{K}}{2^{c}-b}}\right\rfloor }{2^{K}}}}{n}}}
indicando con c il numero di ciclostalli complessivi in una ciclostazione, dei quali b sono stati occupati; n rappresenta il numero delle ciclostazioni prese in considerazione, K è una soglia minima di esercizio (biciclette in circolazione o ciclostalli disponibili), che gli autori pongono pari a 4. Il risultato è compreso tra 0 (ciclostazione mai utilizzabile) a 1 (ciclostazione sempre utilizzabile). Il risultato ottenuto per la singola stazione indica se sia necessario o meno rimodulare la ciclostazione in analisi, aumentando o riducendo il numero di biciclette lì collocate o il numero di ciclostalli.

## Materiale ciclabile

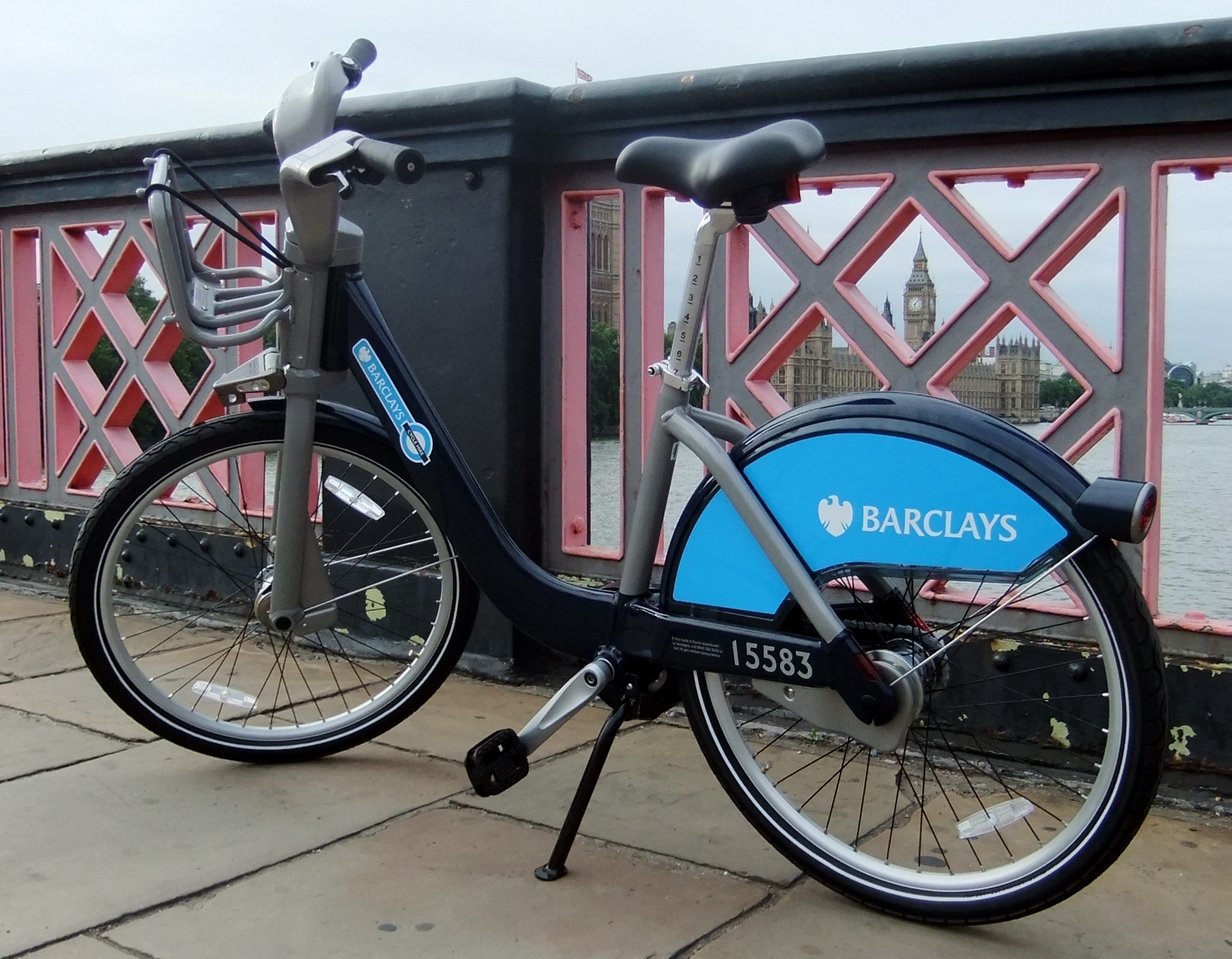
Una bicicletta del BCH sul Lambeth Bridge

Ciascuna bicicletta è dotata di numerosi accessori, tra cui due freni, un portapacchi di cimetta elastica, un cestello, dei parafanghi, un sellino dall'altezza regolabile, due luci posteriori lampeggianti (che in caso d'arresto restano automaticamente in funzione per due minuti) e un dispositivo RFID che si rivela utile per identificarle.
Ciononostante le biciclette non sono dotate né di una catena, a differenza del servizio di biciclette pubbliche parigino Vélib', né di un elmetto.
Le bici vengono anche soprannominate Boris Bikes, riferendosi all'ex sindaco di Londra Boris Johnson.
Le biciclette, infine, vengono costruite in modo tale da non poter essere rubate o danneggiate facilmente; anche se queste ultime sono sottoposte a regolari controlli, può verificarsi l'improbabile circostanza in cui la bicicletta sia difettosa (e, in questo caso, la stessa viene sostituita) o sia rotta (in questa circostanza è necessario restituire la bici nella ciclostazione più vicina e premere l'apposito pulsante rosso).

## Valutazioni sul servizio

### Elogi
Secondo uno studio condotto dal British Medical Journal su 25.000 persone che utilizzano il BCH in alternativa delle automobili, il servizio salverebbe dodici vite ogni anno grazie alla riduzione di infarti, ictus e altre malattie (dovuta alla minor presenza di ossidi nell'aria).
Il BCH, inoltre, è una valida alternativa alla metropolitana e agli iconici autobus rossi londinesi. Infatti il 4 ottobre 2010, quando la metro chiuse a causa di un incidente, circolavano più di 800 biciclette.

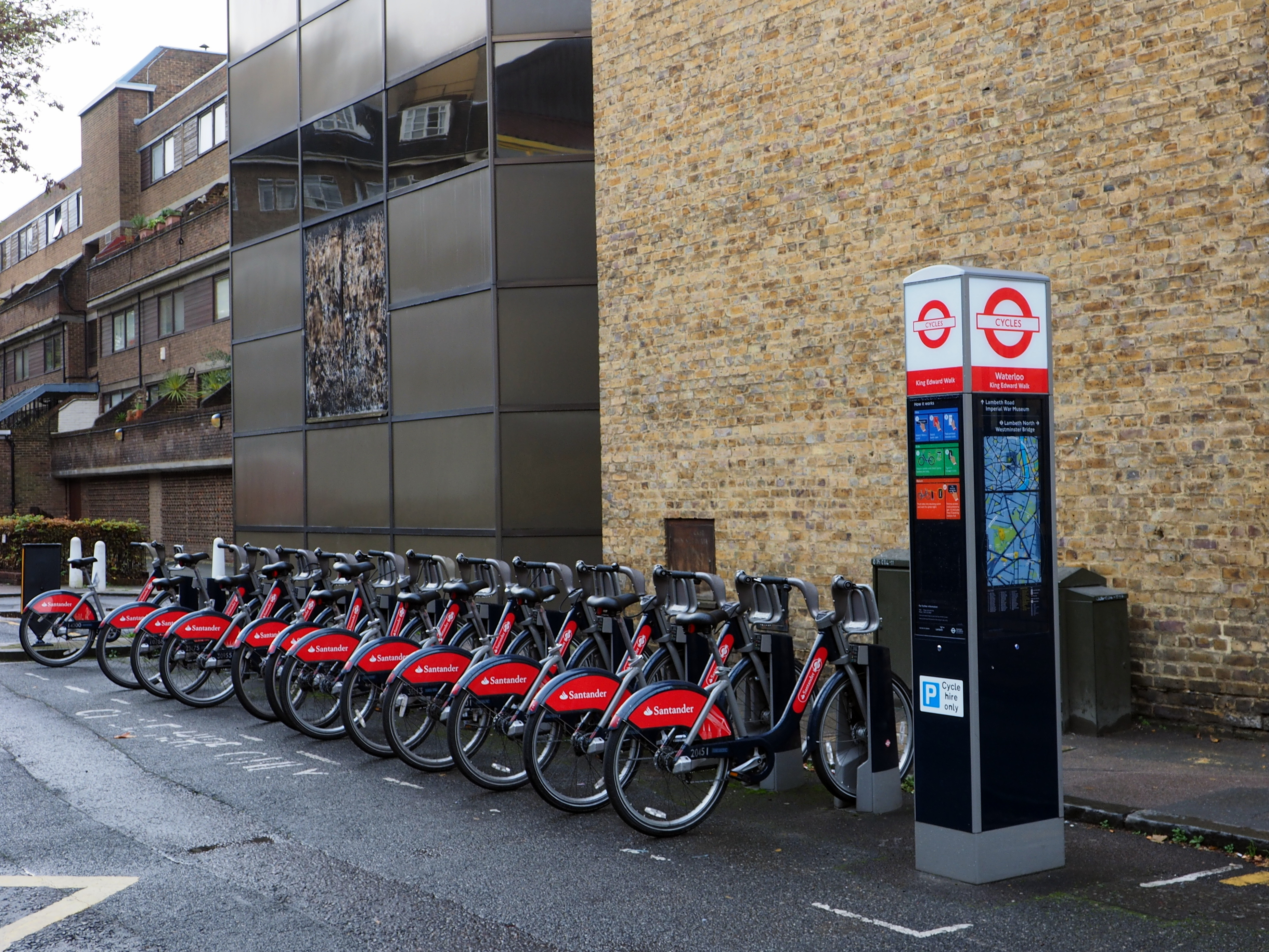
Una ciclostazione nei pressi di Southwark

Per i tragitti brevi, infine, il servizio è più pratico delle altre forme di trasporto pubblico a Londra; si calcola, come già accennato, che la distanza media tra due ciclostazioni sia di 300 m.

### Critiche
Il servizio viene spesso criticato in quanto i primi trenta minuti di noleggio sono gratuiti; ciò spinge quindi la TfL a ricorrere largamente all'utilizzo di penalità (penalties) per compensare i bassi ricavi.
Altri utenti del servizio, invece, hanno comunicato alla TfL problemi tecnici relativi ai terminali, costi calcolati erroneamente e difficoltà nell'utilizzo delle ciclostazioni.
Alcuni ciclisti si sono lamentati, invece, del peso delle biciclette (23 kg).
Il BCH non consente il trasporto verso le periferie a causa del costo troppo elevato; anche la TfL, gerente dei trasporti londinesi, ha riconosciuto che il servizio risulta «migliore per effettuare brevi spostamenti».

## Codice di comportamento
La Transport for London ha elaborato un codice di comportamento per gli utenti del servizio.
1. Fare attenzione agli altri mezzi e ai pedoni e segnalare chiaramente con le mani le proprie intenzioni di manovra
2. Fare attenzione ai camion e non sorpassarli a sinistra prima o in corrispondenza di semafori
3. Dove possibile, utilizzare le apposite piste ciclabili
4. Indossare divise riflettenti o fluorescenti per essere visibili di notte
5. Verificare che la bicicletta sia affidabile e comoda da guidare (controllare gomme, freni, sellino, campanello)
6. Verificare che la bicicletta sia correttamente agganciata presso lo stallo per prevenirne il furto
7. Contattare il centralino («Contact centre») al numero +44(0)20 8216 6666 per segnalare l'avvistamento di biciclette abbandonate
8. Visitare il sito tfl.gov.uk/cycletraining per avere maggiori informazioni sui corsi di bicicletta
9. Osservare sempre il codice della strada («Highway code») consultabile sul sito direct.gov.uk/highwaycode
10. Indossare il casco»

1. Non passare con il semaforo rosso: è pericoloso e va contro la legge
2. Non transitare sui marciapiedi, salvo che questi siano segnalati come vie condivise
3. Non transitare contromano su una strada a senso unico, salvo che questa sia chiaramente segnalata come strada a doppio senso per i ciclisti
4. Non sorpassare, salvo che vi sia abbastanza spazio e che non sia rischioso
5. Non avvicinarsi troppo agli altri mezzi in movimento
6. Non avvicinarsi troppo alle macchine parcheggiate per evitare di essere urtati dall'apertura improvvisa degli sportelli
7. Non utilizzare il telefonino, né indossare gli auricolari alla guida della bicicletta
8. Non guidare la bicicletta sotto l'effetto di alcool o droghe
9. Non lasciare mai incustodita la bicicletta noleggiata: in caso di inutilizzo, riagganciarla presso lo stallo più vicino
10. Non trasportare altri passeggeri sulla bicicletta, né animali o articoli pesanti all'interno del cestino»

## Bici nel trasporto pubblico

### Metropolitana
Nella metropolitana di Londra è possibile avere con sé biciclette; quest'ultime sono proibite all'interno delle stazioni e dei convogli solo negli orari compresi tra le 7:30 e le 9:30 e tra le 16:00 e le 19:00 dai lunedì ai venerdì.
Fatta eccezione per le ore di punta, si possono trasportare bici nelle linee Circle, District, Hammersmith & City e Metropolitan; nelle altre i veicoli sono ammessi solo in alcune tratte periferiche.
Le uniche linee in cui è impossibile trasportare biciclette sono la Victoria e la Waterloo & City.

### Docklands Light Railway
Nella Docklands Light Railway le biciclette sono ammesse solo se sono «completamente racchiuse in un'apposita copertura».

### London Overground
In tutta la rete della London Overground, salvo durante le ore di punta, è possibile trasportare biciclette coperte.
Bici non munite di un'apposita copertura sono asportabili solo nelle tratte Richmond-Willesden Junction, Clapham Junction-Willesden Junction, Gospel Oak-Stratford e Blackhorse Road-Barking.

### London River Services
È possibile trasportare biciclette su ogni imbarcazione dei London River Services.

### London Coaches
Per viaggiare con una bicicletta su un London Coach bisogna chiedere il permesso alla compagnia alla quale ci si è rivolti per ottenere il biglietto.

### Tramlink
Nel Tramlink si accettano biciclette rivestite da una copertura.

### Emirates Air Line
Nella cabinovia Emirates Air Line è possibile trasportare biciclette durante ogni orario.

## Statistiche e indagini
| Motivo                 | Motivo                 |  | Percentuale | Percentuale |
| ---------------------- | ---------------------- |  | ----------- | ----------- |
| Lavoro                 | Lavoro                 |  | 68%         | 68%         |
| Tempo libero           | Tempo libero           |  | 38%         | 38%         |
| Vedere amici e parenti | Vedere amici e parenti |  | 30%         | 30%         |
| Shopping               | Shopping               |  | 25%         | 25%         |
| Scuola                 | Scuola                 |  | 7%          | 7%          |

| Motivo                    | Motivo                    |  | Percentuale | Percentuale |
| ------------------------- | ------------------------- |  | ----------- | ----------- |
| È veloce                  | È veloce                  |  | 66%         | 66%         |
| È salutare                | È salutare                |  | 62%         | 62%         |
| È conveniente             | È conveniente             |  | 45%         | 45%         |
| Per sfuggire dal traffico | Per sfuggire dal traffico |  | 39%         | 39%         |
| Prezzo basso              | Prezzo basso              |  | 34%         | 34%         |

Santander Cycles registra 110 000 utenti abbonati, più di cinquecento ciclostazioni e più di ottomila ciclostalli.
Secondo un'indagine condotta dalla Serco, inoltre, ogni giorno si noleggiano circa 25 000 biciclette.
Un'altra indagine ha invece stabilito che le zone più trafficate sono Città di Westminster, la Città di Londra e la parte settentrionale del borgo di Southwark, dove è ubicato lo scalo ferroviario di Waterloo (nei pressi dello stesso, come già accennato, è collocata una ciclostazione con 126 ciclostalli). Le aree meno trafficate risultano essere invece Camden, Hackney e Kensington e Chelsea.
In base a un'analisi condotta su 3 754 individui, la maggior parte dei londinesi utilizza il servizio per recarsi al posto di lavoro; altri, invece, usano il BCH durante il tempo libero, per incontrare familiari e amici oppure per andare a fare acquisti. Solo poco più del 5% adopera il servizio per recarsi nelle scuole o in altri istituti destinati all'educazione e all'istruzione di studenti e allievi.
Un'ultima indagine ha infine stabilito che il servizio viene utilizzato poiché costituisce il mezzo di trasporto più veloce, salutare e conveniente.

## Tariffe
Per poter noleggiare una bici è necessario pagare una quota d'iscrizione e una tariffa a tempo. Dopo aver selezionato il periodo di validità dell'abbonamento è possibile effettuare un numero illimitato di noleggi.
Per abbonarsi si accettano tutte le principali carte di credito e di debito; tuttavia i terminali non accettano né contanti né Oyster Card. Sebbene l'abbonamento sia acquistabile solo da coloro che abbiano già compiuto 18 anni, per utilizzare le biciclette sono sufficienti 14 anni.

### Prezzo d'abbonamento
Per avere la possibilità di usufruire di Santander Cycles, come già accennato, è necessario pagare una quota d'iscrizione:
| Tempo | 24 ore | 7 giorni | Un anno |
| Costo | 2 £    | 10 £     | 90 £    |

### Sanzioni
Altri costi aggiuntivi vengono applicati nel caso il veicolo non venga restituito o venga danneggiato.
Le sanzioni, descritte nella tabella seguente, hanno un prezzo massimo di 300 sterline.
| Evento | Ritardata restituzione | Mancata restituzione | Danneggiamento bicicletta |
| Costo  | 150 £                  | Fino a 300 £         | 300 £                     |

### Prezzo del noleggio
Una volta selezionato il periodo di validità dell'abbonamento è necessario pagare una tariffa a tempo.
I primi 30 minuti di ogni noleggio sono gratuiti. Una volta passati i 30 minuti si addebiterà una tariffa calcolata in base al tempo trascorso tra l'orario di prelievo e l'orario di consegna della bici.
È disponibile una tabella che illustra il prezzo della tariffa a tempo.
| Tempo | 30 minuti | 1 ora  | 1 ora e 30 minuti | 2 ore  | 2 ore e 30 minuti | 3 ore   | 6 ore   | 24 ore  |
| Costo | Gratuito  | 1,00 £ | 4,00 £            | 6,00 £ | 10,00 £           | 15,00 £ | 35,00 £ | 50,00 £ |